# 竹ひご
竹ひご（たけひご、竹簽・竹籤）は、竹の茎を細かく割ってつくられた細い棒である。
竹は材としては中空の筒であり、繊維が縦方向に強く配列する。そのため、縦に刃を入れると簡単に割れる。割れたものは横方向によくしなるが、柔軟で折れにくく、弾力性に富む。また、引っ張りに対してとても強い。
竹ひごは、この性質を利用し、竹を細かく割って細長い棒状に加工した物である。太さ数mmになっても丈夫で、曲げても簡単に折れないことは、普通の材木では見られないことである。逆に、ゆっくり曲げれば大きく変形することも利用価値を高めている。加熱すればU字型に曲げることもできる。それに竹を細く割ることも削ることも比較的簡単なために量産ができる。ついでに先端を尖らせると刃物並みの切れ味が出せるので、そのように加工した物が竹串である。
竹ひごは、この性質を利用して、単なるまっすぐな棒としても、曲げて結び合わせるなどして様々なものを作るのにも使われる。竹から自作してもよいが、既製品もある。
竹ひごでよく作られるものには、以下のような物がある。
- ざる・籠などの竹細工製品
- 凧（たこ）：大きい日本の凧は竹そのものを使うが、子供用は竹ひごを組み合わせて結び合わせて紐で結び、紙を貼り付けて作るのが普通であった。
- 模型飛行機：木や竹ひごで作る模型飛行機のセットが販売されている。翼部分の枠には竹ひごを使った例が多い。
- 提灯：竹ひごを丸く組んだものに紙を貼って作る。
- ロケット花火：軸には大抵竹ひごが使われる。